# Инсекти на маркицама
Бројне земље су издале маркице са приказима инсеката. Маркице су биле везане за теме као што је програм искорењивања комараца (борба против маларије) из 1960-их, као и маркице са визуелним решењима заснованим на основу инсеката. Многе марке приказују лептире.
Инсекти су почели да се појављују на маркицама знатно касније од других већих и атрактивнијих животиња. Прва поштанска марка са бубом пуштена је у продају 1948. у Чилеу као омаж историчару природе Клоду Геју. Инсекти су од тада постали популарнан приказ у филателији. Између 1953. и 1969. широм света је објављено око 100 маркица са различитим врстама буба. Већином су приказане естетски атрактивне врсте, али на неким маркама се налазе и штеточине. У другим случајевима, због поједностављеног цртежа, тешко је идентификовати која је врста приказана на маркици.